# کیرن اوبراین
کیرن اوبراین (انگلیسی: Kieran O'Brien؛ زادهٔ ۱۹۷۳) بازیگر اهل بریتانیا است.
از فیلم‌ها یا برنامه‌های تلویزیونی که وی در آن نقش داشته است، می‌توان به چرنوبیل، نگاه عشق، ۹ آهنگ و جوخه برادران اشاره کرد.